# Parasenecio
Parasenecio là một chi thực vật có hoa trong họ Cúc (Asteraceae).

## Loài
Chi Parasenecio gồm các loài: